# Ristomatti Hakola
Ristomatti Juhani Hakola (Kankaanpää, 15 de abril de 1991) es un deportista finlandés que compite en esquí de fondo.
Ganó tres medallas en el Campeonato Mundial de Esquí Nórdico entre los años 2021 y 2025.
Participó en dos Juegos Olímpicos de Invierno, ocupando el sexto lugar en Pyeongchang 2018 (velocidad individual) y el sexto en Pekín 2022 (relevo).

## Palmarés internacional
| Campeonato Mundial | Campeonato Mundial    | Campeonato Mundial | Campeonato Mundial   |
| Año                | Lugar                 | Medalla            | Prueba               |
| ------------------ | --------------------- | ------------------ | -------------------- |
| 2021               | Oberstdorf (Alemania) | Medalla de plata   | Velocidad por equipo |
| 2023               | Planica (Eslovenia)   | Medalla de plata   | Relevo 4 × 10 km     |
| 2025               | Trondheim (Noruega)   | Medalla de plata   | Velocidad por equipo |